# Cogomina groga dels testos
La cogomina groga dels testos (Leucocoprinus birnbaumii) és una espècie de bolet dins la família Agaricaceae. És comú en els tròpics i els subtròpics, però en climes temperats freqüentment es presenta en hivernacles i en els contenidors de les plantes. Els seus basidiocarps (cossos fructífers) són verinosos si es mengen.

## Espècies similars
Leucocoprinus straminellus s'assembla però és més pàl·lid i de vegades completament blanquinós. També apareix en els contenidors de les plantes en els climes temperats.Leucocoprinus sulphurellus és un bolet groc que es presenta al Carib.

## Hàbitat i distribució
Com totes les espècies del gènere Leucocoprinus, L. birnbaumii i és un saprotrof, que viu en matèria vegetal molt descomposta (humus o compost).

## Toxicitat i química
Els cossos fructífers de Leucocoprinus birnbaumii són verinosos si es mengen i causen problemes significatius en l'estómac.
El pigment groc dels cossos fructífers provenen d'alcaloides que s'anomenen "birnbaumines".